# Zurab Ijakobišvili
Zurab Ijakobišvili nebo Zurab Iakobishvili, (* 4. února 1992 v Kvareli, Gruzie) je gruzínský zápasník volnostylař. Zápasení se věnuje od 8 let. Připravuje se pod vedením Davita Otijašviliho. Seniorské reprezentaci se pohybuje od svých 19 let v lehké váze. V dubnu 2016 se kvalifikoval z první světové olympijské kvalifikace v mongolském Ulánbátaru na olympijské hry v Riu.